# トゥスネルダ

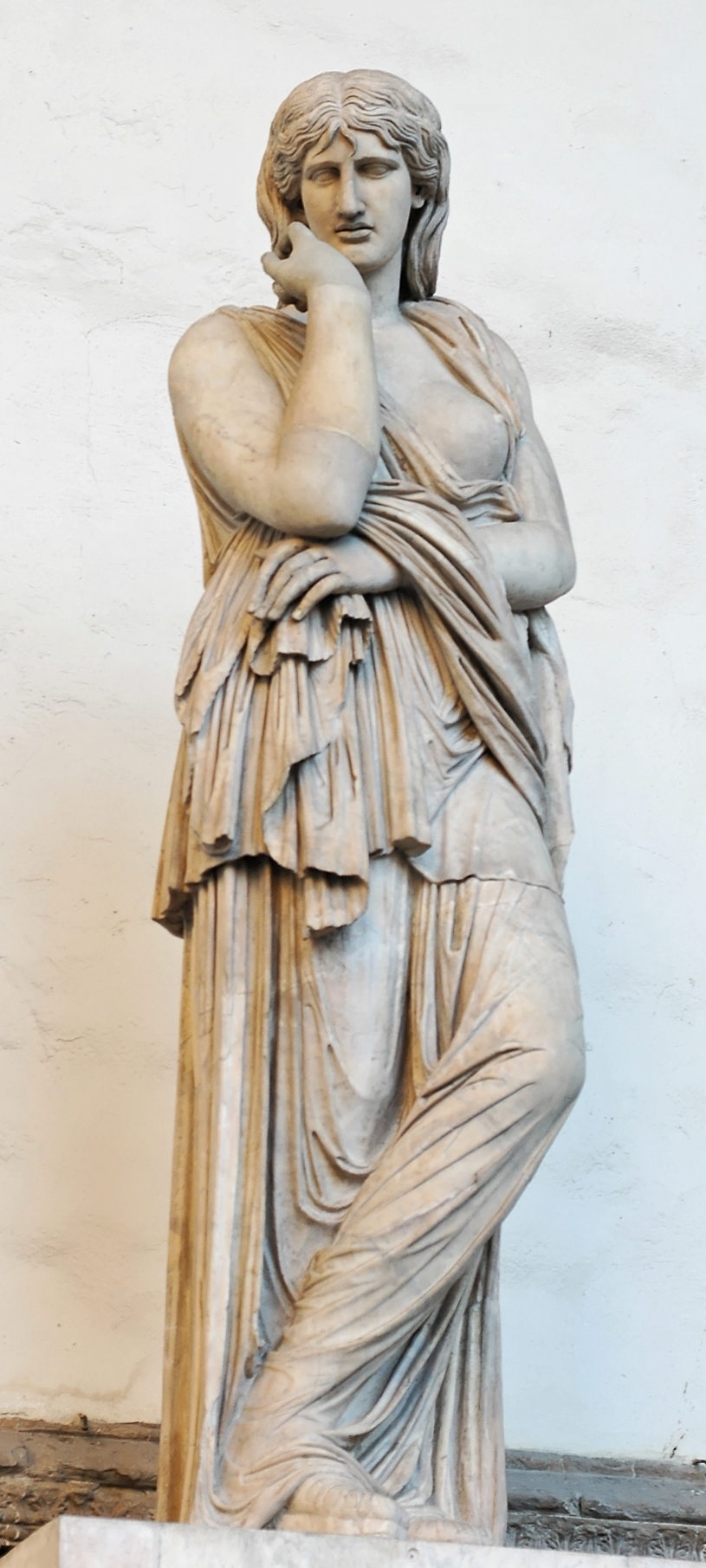
トゥスネルダの全身像

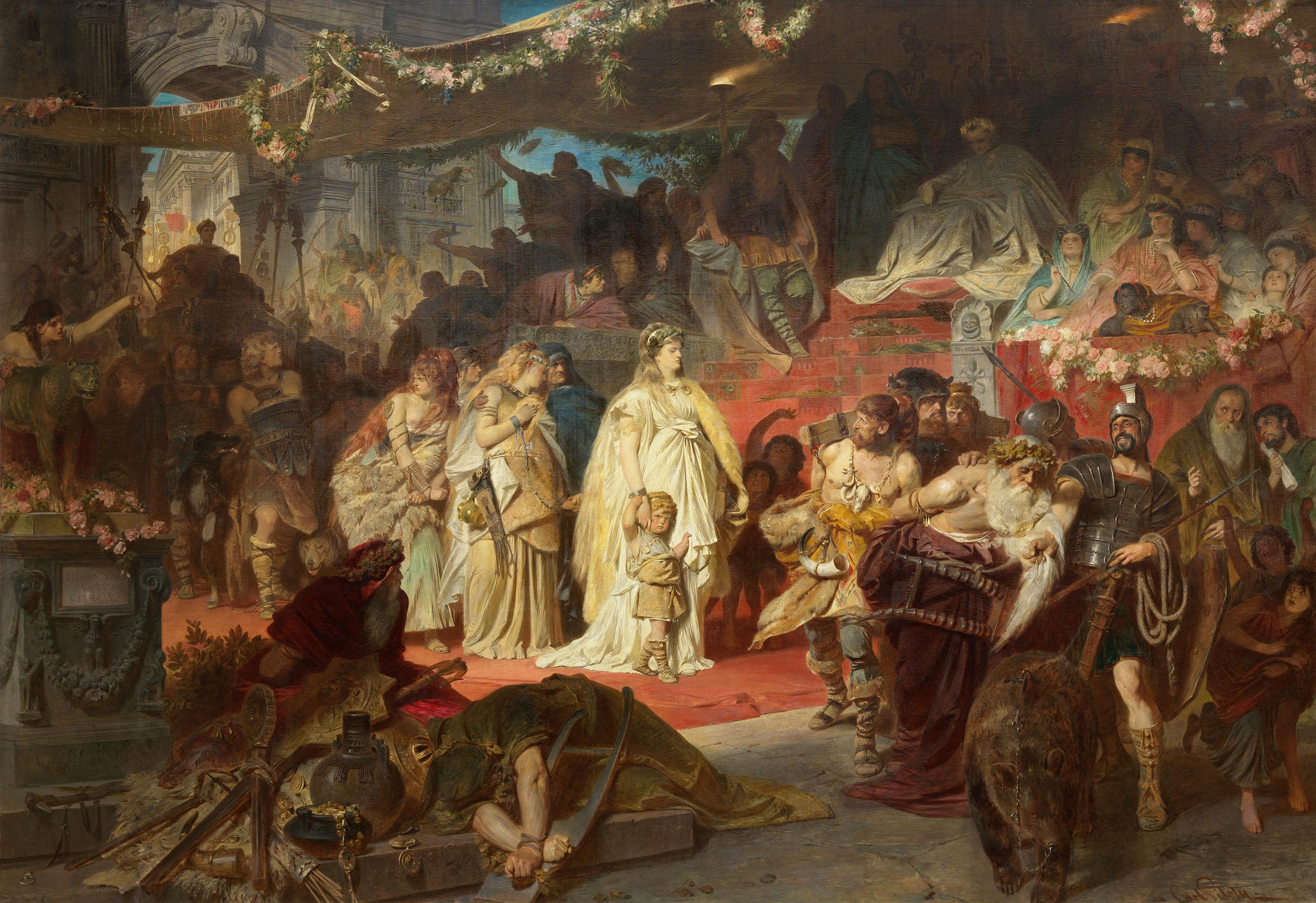
ゲルマニクスの凱旋式でのトゥスネルダ

トゥスネルダ（ラテン語: Thusnelda、紀元前10年頃 - 17年以降）は、ケルスキ族の王子であったセゲステス（en）の娘であり、同じケルスキ族出身のアルミニウスの妻である。トゥースネルダとも呼ばれる。

## 概要
父セゲステスは当初、トゥスネルダをアルミニウス以外の人物に娶わせようとしたが、アルミニウスがゲルマニア諸部族連合軍を率いて、プブリウス・クィンクティリウス・ウァルスらのローマ帝国軍にトイトブルク森の戦い（9年）で勝利を収め、アルミニウスとトゥスネルダは駆落ち同然に結婚したと伝えられる。
ローマとゲルマニア人との戦争は依然として続いており、15年にはローマのゲルマニア総督ゲルマニクスがゲルマニア征服を目指して軍を進め、その戦いの中でトゥスネルダはローマ軍の虜囚となった。トゥスネルダは当時妊娠しており、父セゲステスと行動を共にしていたが、アルミニウスと対立していた父によって、ローマへ差出されたとされる。アルミニウスはトゥスネルダを奪還する為にゲルマン各部族へ支援を求めて戦い、幾度と無くローマ軍を破ったものの、トゥスネルダを取り戻すには至らなかった。アルミニウスは悲しんで、死ぬまで再婚しなかったと伝わっている。
ローマ軍に捕らえられている間に、トゥスネルダはアルミニウスとの間の息子を産み、トゥメリクス（en）と名づけた。16年、ローマ軍とともに戦っていたアルミニウスの弟フラウス（Flavus）はアルミニウスヘトゥスネルダが無事であることを伝えた。
17年5月26日、ゲルマニクスの凱旋式が行われ、トゥスネルダはトゥメリクスと共にローマ市内のパレードの見世物とされた。なお、凱旋式以降のトゥスネルダを記した文献は無く、その後の動向は不明である。
なお、トゥメリクスはラヴェンナの剣闘士養成所へ送られて、30年から31年頃に死亡したとタキトゥスは伝えている。

## 関連
1880年9月、オーストリアの天文学者が発見した小惑星が「トゥスネルダ」と名づけられた。